# 馬場町
馬場町為臺灣日治時期臺北市行政區，位於龍口町、川端町之西，東園町之東。1922年，日人廢除舊街庄名，改用日本式町名，位於市區西南方的加蚋仔東部及崁頂轄區劃入此町。因町內設有練兵場，是士兵操練與騎馬場所而得名。其後營區可供飛機起降使用，於1930年代擴建為臺北南飛行場，相對於松山機場，所以又稱為台北南機場。
1945年，戰後劃入古亭區。1990年台北行政區重劃，改入萬華區。範圍約今日為臺北市萬華區東南部濱新店溪之青年公園（原練兵場）一帶，中華路二段、泉州街（崁頂）、水源路之一部份均在町內。
馬場町及其南機場在戰後由國防部接管。1949年後，此地區有約五十甲土地由國防部陸續改建為將近30個眷村，現則多改建為國宅。另約23甲地，於1954年與台北鄉村俱樂部合作成立台北高爾夫球俱樂部，1974由台北市政府接管。1977年，現青年公園完工。
而1949年完成的堤防外河灘地，則成為了1950年代臺灣白色恐怖時期的刑場。當時在於此負責槍決行刑的部隊應為憲四團，最遲於1949年即有馬場町刑場的槍決紀錄，1951年至1953年是執行槍決最密集的時期，遭槍決的人數已難考證，多為或有投共事實或有嫌疑的政治犯，包含國民政府第一位台灣行政長官陳儀。馬場町刑場約於1954年停止使用，轉由安坑刑場執行槍決。1980年代，成為為軍方管理的跑馬場，為政府官員私下使用或訓練馬匹與騎手，並未開放給民眾使用。1998年，時任台北市長陳水扁決定於此設立「白色恐怖紀念公園」，2000年，公園落成，時任台北市長馬英九定名為馬場町紀念公園，並對外開放。2020年3月6日，臺北市文化局以「馬場町刑場」將公園登錄為史蹟。

## 町內設施
- 日本醬油株式會社
- 臺北工業會社砂利砂販賣所
- 岡田蝶花園 [7]
- 台北鐵道株式會社新店線
  - 馬場町乘降場（戰後改稱和平車站）
- 陸軍練兵場（現青年公園）
  - 臺北南機場